# METEOR

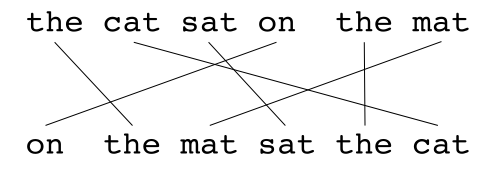
Przykładowe dopasowanie (a).

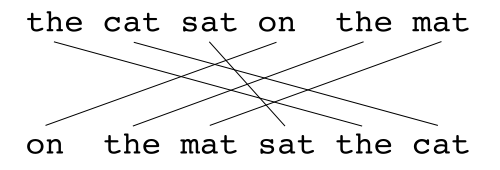
Przykładowe dopasowanie (b).

METEOR (Metric for Evaluation of Translation with Explicit ORdering) – metryka używana do ewaluacji tłumaczenia maszynowego. Metryka ta bazuje na średniej harmonicznej n-gramów precyzji i pokrycia, przy czym pokrycie ma większą wagę niż precyzja. METEOR zawiera także inne cechy, których nie znajdziemy w innych metrykach. Są to na przykład: dopasowanie synonimów (metryka dopasowuje nie tylko słowa będące dosłownym tłumaczeniem, ale również wyrazy bliskoznaczne). Przykładowo, jeśli słowo „dobry” występuje w tłumaczeniu referencyjnym a słowo „niezły” występuje w ocenianym tłumaczeniu, system ewaluujący policzy to jako dobre dopasowanie. Metryka zawiera również narzędzie, które odwołuje się do formy bazowej danego słowa i dopasowuje formy podstawowe. Metryka METEOR została zaprojektowana aby naprawić błędy pojawiające się w bardziej znanej i częściej używanej metryce BLEU oraz aby stworzyć korelację z ewaluacją dokonywaną przez człowieka na poziomie zdań i segmentów. Różnica pomiędzy metryką METEOR a BLEU polega na tym, że BLEU szuka korelacji na poziomie korpusu.
Zostały opublikowane wyniki badań, które określają korelację z oceną dokonywaną przez człowieka do 0.964 na poziomie korpusu, dla porównania wynik BLEU na tym samym zestawie danych to 0.817. Najwyższa korelacja z oceną przez człowieka uzyskana na poziomie zdań to 0.403

## Algorytm
Podobnie jak w metryce BLEU, podstawową jednostką ewaluacji jest zdanie. Na początku algorytm tworzy dopasowanie pomiędzy dwoma zdaniami: potencjalnym kandydatem – zdaniem przetłumaczonym oraz zdaniem wzorcowym. Dopasowanie jest zbiorem odwzorowań pomiędzy n-gramami. Odwzorowanie można sobie wyobrazić jako linię łączącą n-gramy z obu dopasowywanych zdań. Odwzorowanie takie musi spełniać następujące warunki: każdy n-gram z ocenianego tłumaczenia musi być odwzorowany przez zero lub jeden n-gram z tłumaczenia wzorcowego i na odwrót. W żadnym dopasowaniu n-gram z jednego zdania nie może być odwzorowany przez więcej niż jeden n-gram innego zdania.
Dopasowanie jest tworzone poprzez serię etapów kontrolowanych przez moduły. Moduł jest odpowiednim algorytmem dopasowującym, np. moduł „wn_synonymy” odwzorowuje synonimy używając WordNet, moduł „exact” dopasowuje te same słowa.
Każdy etap składa się z dwóch faz. W pierwszej fazie, wszystkie możliwe odwzorowania są zebrane przez moduł używany w danym etapie. W drugiej fazie wybierana jest część tych odwzorowań, która tworzy dopasowanie zdefiniowane wyżej. Jeśli istnieją dwa dopasowania z taką samą ilością odwzorowań, wybierane jest dopasowanie z najmniejszą liczbą przecięć (czyli z mniejszą ilością przekrojów dwóch odwzorowań). Przykładowo z dwóch zaprezentowanych dopasowań wybrane zostałoby dopasowanie (a). Etapy są uruchamiane jeden po drugim i każdy etap dodaje tylko do dopasowania n-gramy, które nie zostały wcześniej dopasowane.
Kiedy ustalone jest ostateczne dopasowanie, obliczany jest wynik – ocena tłumaczenia.
P – precyzja n-gramów:
{\displaystyle P={\frac {m}{w_{t}}}}
Gdzie m jest liczbą n-gramów w ocenianym tłumaczeniu, które znalazły się również w tłumaczeniu wzorcowym a wt jest liczbą n-gramów w ocenianym tłumaczeniu.
R – odwołanie n-gramów obliczane jest w następujący sposób:
{\displaystyle R={\frac {m}{w_{r}}}}
Gdzie m jest zdefiniowane jak wyżej a wr jest liczbą n-gramów w tłumaczeniu wzorcowym. Precyzja i odwołania są łączone za pomocą średniej harmonicznej w następujący sposób (odwołania mają przyznaną wagę 9 razy większą niż precyzja):
{\displaystyle F_{mean}={\frac {10PR}{R+9P}}}
Wprowadzone do tej pory miary biorą pod uwagę tylko zgodność w odniesieniu tylko do pojedynczych wyrazów, a nie do większych segmentów występujących w tłumaczeniu wzorcowym i ocenianym. Aby wziąć je pod uwagę, używa się dłuższych dopasowań n-ramów aby obliczyć karę p dla danego dopasowania. Im więcej nie sąsiadujących ze sobą odwzorowań pomiędzy tłumaczeniem wzorcowym a ocenianym, tym wyższa będzie kara dla danego dopasowania.
Aby wyznaczyć tę karę n-gramy grupuje się w jak najmniej zbitek, gdzie zbitkę definiuje się jako zbiór n-gramów sąsiadujących ze sobą w tłumaczeniu ocenianym i wzorcowym. Im dłuższe są sąsiadujące odwzorowania, tym mniej jest zbitek. W tłumaczeniu identycznym z wzorcowym tłumaczeniem wyodrębniona zostanie tylko jedna zbitka.
Karę p oblicza się w następujący sposób:
{\displaystyle p=0.5\left({\frac {c}{u_{m}}}\right)^{3}}
Gdzie c jest liczbą zbitek a um jest liczbą odwzorowanych n-gramów.
M (ostateczny wynik dla segmentu) wyznaczany jest w następujący sposób:
{\displaystyle M=F_{mean}(1-p)}
Kara p może zmniejszyć Fmean nawet do 50% jeśli nie zostały wyznaczone odwzorowania składające się z dwóch lub więcej słów.
Aby wyznaczyć ocenę tłumaczenia dla całego korpusu czy zbioru segmentów, sumuje się poszczególne wartości dla P, R i p, a następnie łączy używając podanego wzoru. Algorytm ten może być również użyty do porównywania danego tłumaczenia z więcej niż jednym tłumaczeniem wzorcowym. W takim przypadku algorytm porównuje oceniane tłumaczenie z każdym tłumaczeniem wzorcowym osobno, a następnie wybiera najwyższą ocenę.